# StarTopia
StarTopia è un videogioco di tipo gestionale e God game con paesaggio, unità e strutture 3D, ambientato in un ipotetico futuro su di una grande base spaziale dove ci si deve occupare del suo sviluppo economico e del benessere di varie specie di alieni. È stato sviluppato da Mucky Foot Productions e distribuito nell'anno 2001.
StarTopia trae ispirazione da alcune opere di fantascientifiche come 2001: Odissea nello spazio (l'assistente del giocatore, VAL, è una parodia di HAL 9000).

## Modalità di gioco
StarTopia propone un gameplay a metà tra il God game e lo Strategico in tempo reale. Al giocatore è affidato il delicato compito di occuparsi della gestione di una base spaziale, costruendo importanti edifici, mantenendo alto l'umore dei visitatori ed annientando rivali e spie nemiche.
Il giocatore ha il potere di teletrasportare la maggior parte degli oggetti visibili.
La valuta utilizzata nel gioco è l'Energia (o "E"), che può essere ripristinata attuando il riciclaggio di rifiuti o completando incarichi occasionali (come riabilitare dei criminali che giungono sulla base o guarire dei pazienti). L'Energia è necessaria per acquistare i "pacchetti" che contengono gli edifici (blu), le tecnologie (verdi) e i droidi Scuzzer (gialli), o per sbloccare i segmenti della base aprendo le paratie, e consentendo quindi al giocatore di espandersi. Tuttavia, alcuni segmenti possono essere in mano a dei nemici, e dovranno essere conquistati ingaggiando una guerra. Ogni visitatore alieno che giunge sulla base può essere "interrogato" dal giocatore per conoscere i suoi bisogni (il visitatore si esprimerà a gesti: farà cenno di no, farà cenno con la mano per dire "così così" o annuirà arrabbiato), e può essere assunto come impiegato per garantire la funzionalità degli edifici. Sono presenti tre modalità: Missioni, Libera o Multiplayer. Nella modalità Missioni il giocatore sarà chiamato a svolgere una serie di missioni. Gli edifici da costruire e le azioni che potrà compiere saranno però limitate. Nella modalità Libera, il giocatore potrà gestire la propria base spaziale senza dover seguire un determinato obiettivo, selezionando anche i parametri per la partita. Nella modalità Multiplayer, infine, si competerà con altri giocatori cercando di vincere degli scenari. Il Multiplayer è disponibile in LAN o Internet.

## Personaggi

### Visitatori
La maggior parte dei visitatori è predisposta per svolgere un determinato impiego.
Sirene DahanesiAlieni in grado di infondere piacere alle altre razze;
Porci Salati GroulianiSono alieni umanoidi dalla faccia di maiale. Lavorano nelle Fabbriche e nel Riciclatore;
Grekka TargSono esperti in comunicazione e mantengono funzionante il Com-Sensor della base permettendo al giocatore di ricevere incarichi o di comunicare con navi spaziali di passaggio;
GrigiI Grigi sono piccoli alieni grigi con due grandi occhi neri. Il loro impiego è lavorare all'interno delle infermerie;
Luxmache PolvakkianeSono alieni aristocratici con le sembianze di lumaca. Non hanno alcun compito se non quello di spendere all'interno della stazione spaziale;
KasvagorianiI Kasvagoriani sono gli alieni più bellicosi del gioco, sono alti e grossi e si occupano della sicurezza della stazione;
KarmaramaSono i "fricchettoni" del gioco. Sono alieni molto buffi di colore viola. Vengono impiegati nel Bioponte dove si occupano di giardinaggio;
TurakkenSono alieni di colore verde, con due teste e vestiti in camice. Il loro compito è essere impiegati per effettuare ricerche nei laboratori;
Monaci ZedemIl loro compito è redimere spiritualmente le altre razze aliene. Se assunti possono sbloccare edifici religiosi.

### Personaggi secondari
Arona DaalÈ un contrabbandiere che contatterà occasionalmente il giocatore per vendergli degli oggetti a prezzi speciali;
VALAcronimo di Virtual Artificial Lifeform. È il "mentore" del giocatore, e spesso interverrà spiegandogli cosa deve fare o consegnandogli importanti messaggi.

### Droni
Nella stazione spaziale sono utilizzati dei droni chiamati Scuzzer che svolgono operazioni di costruzione, pulizia, riparazione degli edifici o di effettuare il riciclaggio dei rifiuti. Vi sono anche Scuzzer di sicurezza in grado di proteggere la stazione spaziale da minacce quali spie, creature pericolose e visitatori malfamati.